# Тернівка (Криворізький район)
Терні́вка — село в Україні, Криворізькому районі Дніпропетровської області. 
Орган місцевого самоврядування — Грузька сільська рада. Населення — 149 мешканців.

## Населення

### Мова
Розподіл населення за рідною мовою за даними перепису 2001 року:
| Мова       | Кількість | Відсоток |
| ---------- | --------- | -------- |
| українська | 143       | 95.97%   |
| російська  | 5         | 3.36%    |
| білоруська | 1         | 0.67%    |
| Усього     | 149       | 100%     |

## Географія
Село Тернівка знаходиться на відстані 2,5 км від села Грузьке. Через село проходить автомобільна дорога Н23. На відстані 2 км розташований Криворізький аеропорт.